# Paulí Blanch
Paulí Blanch també conegut com a Capità Blanch (Reus, segle xix - Barcelona, post. 1900) va ser un il·lusionista i concertista de copòleg català i també capità de vaixell.

## Biografia

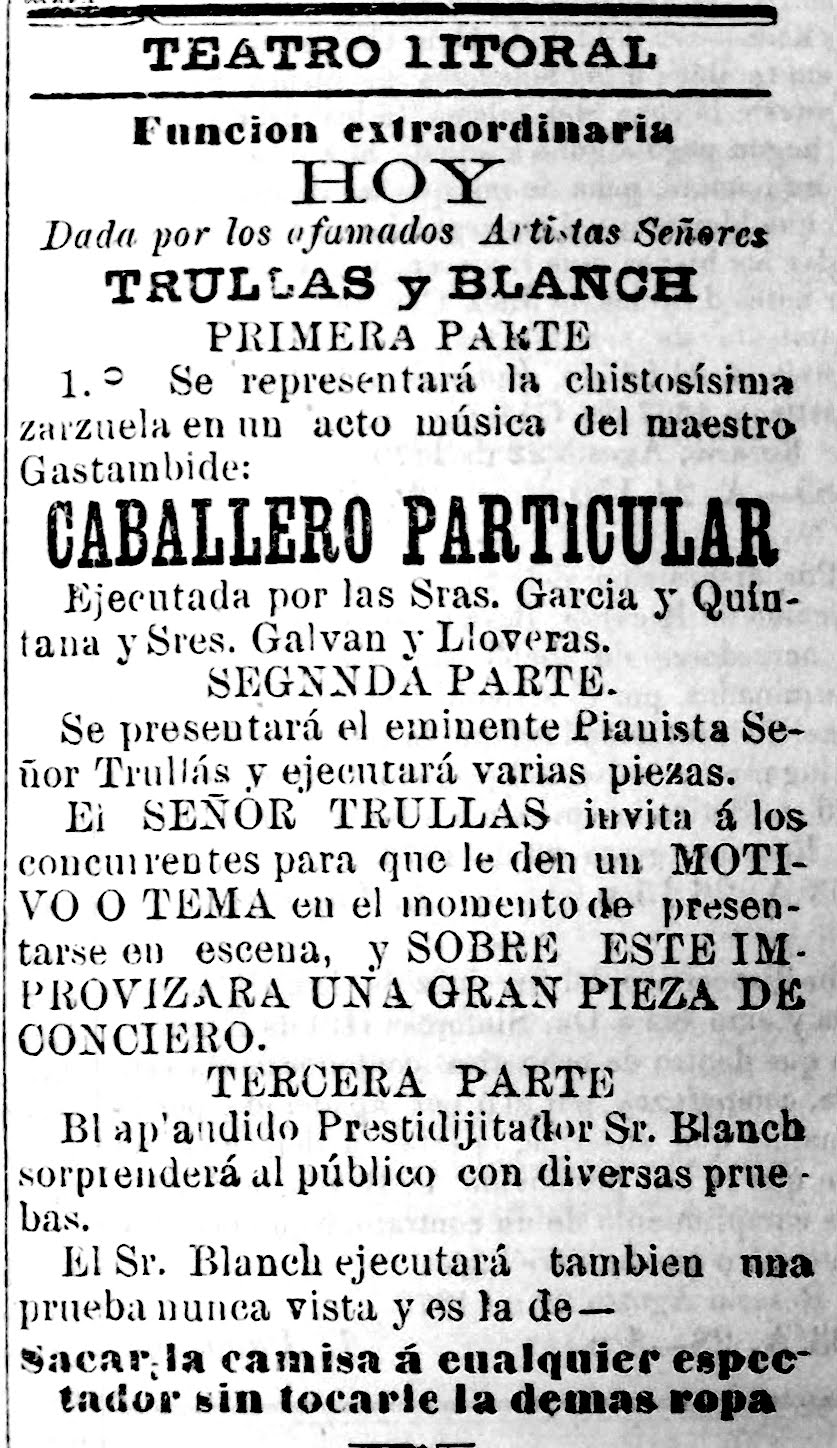
Anunci d'una actuació de Pau Blanch el 1870

Els diaris de l'època parlen de la fama i de les actuacions de Paulí Blanch a l'estat espanyol i a diversos països llatinoamericans, com ara l'Argentina i Paraguai. Començà cap al 1860 actuant a Barcelona com a il·lusionista i prestidigitador. L'any 1861 el trobem descrit com aficionat prestidigitador però el seu ofici és el de capità del vaixell a vapor "Indio".
El 1870, juntament amb el pianista Dionís Trullàs i el Sr. Aguiló, que tocava la corneta, van actuar a Rosario i a Buenos Aires, presentant un espectacle combinat que va tenir un cert èxit. Aguiló va marxar del grup i els dos companys van fer espectacles posteriors juntament amb una companyia de sarsuela. Al cap de poc temps, repetiren les actuacions a Montevideo. Trullàs es va establir després com a concertista a Rosario. Tornat a la península, el 1875 Blanch actuà a Mataró, el 1877 a Osca i el 1880 s'instal·là a Barcelona, on actuava al Teatre Tívoli i al Teatre Principal, en actuacions en solitari o amenitzant els entreactes de les sarsueles i les comèdies que s'hi representaven. Va seguir fent espectacles itinerants, i el 1881 actuava a Maó. Retornà als seus teatres de Barcelona i el 1887 el trobem al Teatre Catalunya.
Des del 1875 s'anunciava també com a instrumentista de copòleg, que pel que sembla el va fer molt conegut i apreciat. El seu instrument estava format per 32 copes de vidre. A tots els llocs on actuava era esperat pels seus jocs de prestidigitació i de cartomància i pels seus concerts. L'any 1900 encara actuava al Teatre Català Romea. No es té constància de la data de la seva defunció.